# Schiffornis
Schiffornis är ett fågelsläkte i familjen tityror inom ordningen tättingar. Släktet omfattar sju arter med utbredning i Latinamerika från sydöstra Mexiko till nordöstra Argentina och norra Bolivia:
- Várzeaschifforn (S. major)
- Guyanaschifforn (S. olivacea)
- Nordschifforn (S. veraepacis)
- Bronsschifforn (S. aenea)
- Rostvingad schifforn (S. stenorhyncha)
- Brunvingad schifforn (S. turdina)
- Olivschifforn (S. virescens)

Tidigare behandlades släktet som en del av familjen manakiner (Pipridae).